# 13411 OLRAP
13411 OLRAP — астероїд головного поясу, відкритий 31 жовтня 1999 року.
Тіссеранів параметр щодо Юпітера — 3,331.